# Prix Masterton

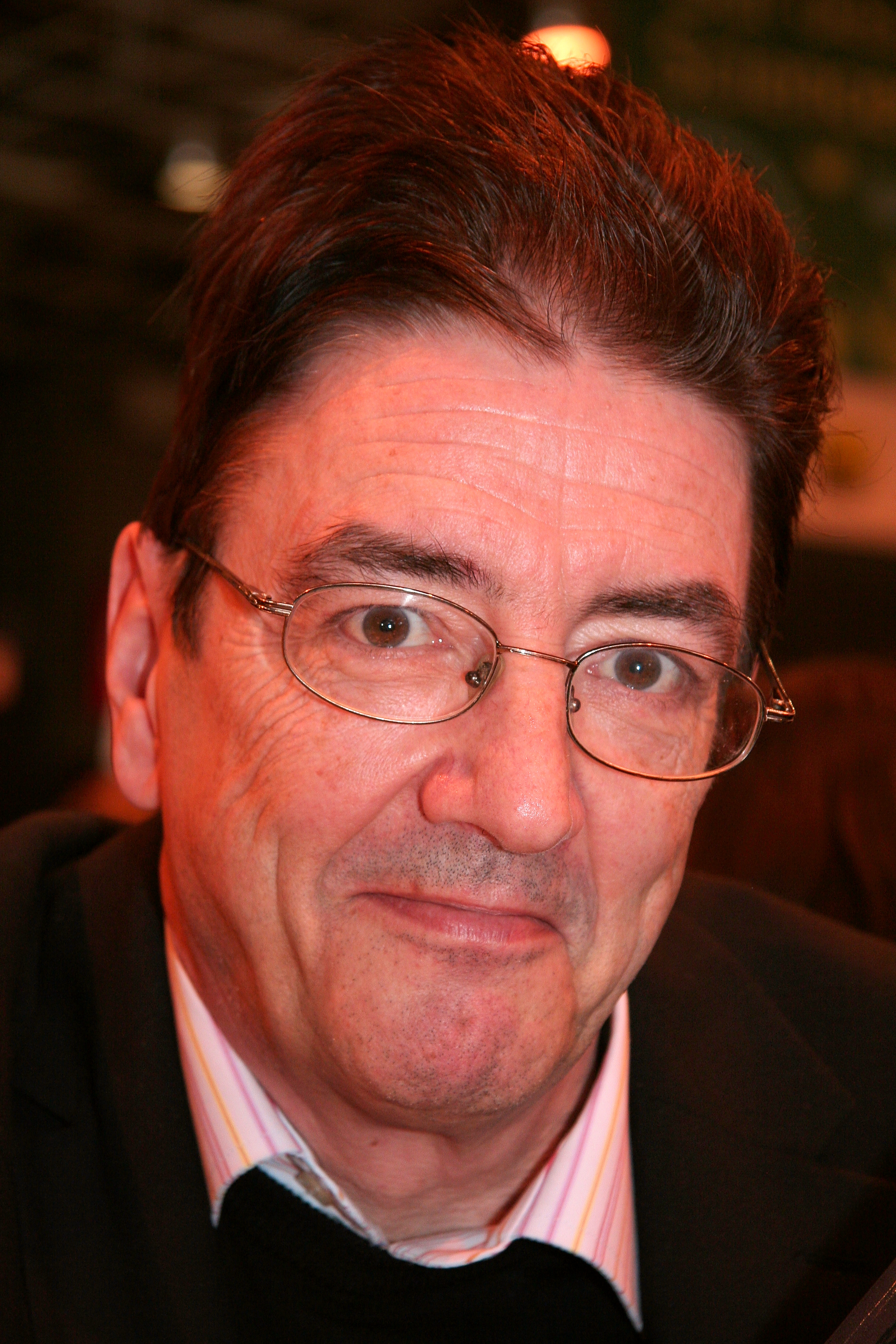
Graham Masterton (2008)

Der Prix Masterton ist ein französischer Literaturpreis, der seit 2000 für Werke aus dem Bereich der Phantastik und insbesondere der Horrorliteratur verliehen wird. Der Preis geht auf eine Initiative von Marc Bailly zurück und wurde zu Ehren des britischen Horror-Autors Graham Masterton benannt.
Auszeichnungen werden durch eine Jury in den folgenden Kategorien vergeben:
- Französischsprachiger Roman (Roman francophone / Roman français)
- Fremdsprachiger Roman / Übersetzung (Roman étranger / Roman traduit)
- Kurzgeschichte oder Kurzgeschichtensammlung (Nouvelle ou recueil de nouvelles)

Die Jury besteht aus Fachleuten der Horrorliteratur (Autoren, Journalisten, Kritikern und Kuratoren). Vorsitzender der Jury ist Marc Bailly.

## Preisträger
Aus Anlass des 10-jährigen Jubiläums des Preises wurden 2009 die besten Autoren der letzten 10 Jahre ausgezeichnet:
- Bester französischer Autor: Michel Pagel
- Bester internationaler Autor: Dean R. Koontz

Außerdem wurden in den drei Kategorien die besten Werke der letzten 10 Jahre benannt (siehe dort).
Französischsprachiger Roman
- 2000: Philippe Ward für Irrintzina
- 2001: Jean-Christophe Chaumette für L'arpenteur de mondes
- 2002: Jean-Pierre Andrevon für Le village qui dort und Jean-Christophe Chaumette für L'aigle de sang
- 2003: Johan Heliot für Pandémonium
- 2004: Francis Berthelot für Nuit de colère
- 2005: Mélanie Fazi für Arlis des forains
- 2006: François Darnaudet & Pascal Metge für Le regard qui tue
- 2007: Patrick Sénécal für Sur le seuil
- 2008: Thomas Gunzig für 10 000 Litres d'horreur pure
- 2009: P.A. Orloff für L’effroyable vengeance de Panthera
- 2010: Sire Cédric für L’Enfant des Cimetières
- 2011: Jean-Christophe Chaumette für Le Dieu Vampire
- 2012: Jean-Philippe Depotte für Les Jours étranges de Nostradamus
- 2013: Jérôme Noirez für 120 journées
- 2014: Jess Kaan für Créature du miroir
- 2015: Arnaud Delalande für Le Piège de Lovecraft
- 2016: Laurent Whale für Le Manuscrit Robinson
- 2017: Émmanuel Delporte für Stalingrad
- 2018: Jean-Pierre Favard für La Nuit de la Vouivre
- 2019: Catherine Dufour für Entends la nuit

2009 wurde L'arpenteur de mondes von Jean-Christophe Chaumette als bester Roman der letzten 10 Jahre ausgezeichnet.
Fremdsprachiger Roman / Übersetzung
- 2000: Poppy Z. Brite für Le corps exquis
- 2001: Clive Barker für Galilée
- 2002: Dean R. Koontz für Mémoire truquée
- 2003: Valerio Evangelisti für Picatrix, l'échelle pour l'enfer
- 2004: Valerio Evangelisti für Black Flag
- 2005: Clive Barker für Coldheart Canyon
- 2006: Graham Joyce für Lignes de vie
- 2007: Juan Miguel Aguilera für Le sommeil de la raison
- 2008: Craig Spector für Underground
- 2009: Jack Ketchum für Morte Saison
- 2010: Guillermo del Toro und Chuck Hogan für La Lignée
- 2011: Gary A. Braunbeck für Mais c’est à toi que je pense
- 2012: Kōtarō Isaka für La Prière d'Audubon
- 2013: Michelle Paver für 40 jours de nuit
- 2014: China Miéville für Kraken
- 2015: Joe Hill für Nosfera2
- 2016: José Carlos Somoza für Tétraméron
- 2017: John Everson für Le Pacte des suicidés
- 2018: Lars Kepler für Playground
- 2019: Ezekiel Boone für Éclosion

Als bester Roman der letzten 10 Jahre in dieser Kategorie wurde 2009 Lignes de vie von Graham Joyce ausgezeichnet.
Kurzgeschichte oder Kurzgeschichtensammlung
- 2000: Michel Pagel für La roche aux Fras
- 2001: Anne Dugüel für Cadavre exquis
- 2002: Sylvie Miller für Un choix réfléchi
- 2003: Armand Cabasson für Dragons, renards et papillons
- 2004: Francis Berthelot für Le serpent à collerette
- 2005: Francis Berthelot für Forêts secrètes
- 2006: nicht vergeben
- 2007: Michel Rozenberg für Les maléfices du temps
- 2008: Sylvie Miller / Philippe Ward für Noir Duo
- 2009: Mélanie Fazi für Notre-Dame aux écailles
- 2010: Mélanie Fazi für Miroir de porcelaine
- 2011: Richard D. Nolane für Séparation de corps
- 2012: Frédéric Livyns für Les Contes D'Amy
- 2013: Claude Ecken für Au réveil il était midi
- 2014: Anthelme Hauchecorne für Punk's Not Dead
- 2015: Mélanie Fazi für Le Jardin des silences
- 2016: Marc Bailly für Le Vampire des origines
- 2017: Sombres Félins (Anthologie)
- 2018: Frédéric Livyns für The Dark Gates of Terror
- 2019: Bruno Pochesci für L’Amour, la Mort et le Reste

Als bestes Werk der letzten 10 Jahre in dieser Kategorie wurde 2009 Forêts secrètes von Francis Berthelot ausgezeichnet.